# Ormosia autumna
Ormosia autumna là một loài ruồi trong họ Limoniidae. Chúng phân bố ở miền Cổ bắc.